# Aleksander Lukin
Aleksander Lukin é um personagem fictício das histórias em quadrinhos da Marvel Comics, inimigo do Capitão América. Ele apareceu pela primeira vez nas revista norte-americana Captain America vol. 5 #1, de janeiro de 2005, tendo sido criado por Ed Brubaker e Steve Epting. Teve papel relevante nas histórias sobre a transformação do antigo parceiro do Capitão América, Bucky Barnes, no assassino internacional conhecido como Soldado Invernal. A história foi publicada no Brasil no volume encadernado da Editora Panini "Capitão América - Soldado Invernal", lançado em 2011 .

## Biografia ficcional
Nasceu no povoado de Kronas na antiga União Soviética por volta do final dos anos de 1930, local escolhido como base de operações do nazista Caveira Vermelha durante a Segunda Guerra Mundial . As tropas soviéticas retomaram a cidade em 1943, com apoio dos super-heróis aliados do grupo Invasores, mas o Caveira, ajudado pelo supervilão Grande Mestre, conseguiu escapar. A mãe de Lukin foi morta durante a batalha e o líder das forças soviéticas, Vasily Karpov, o tomou como filho adotivo .
Após algumas décadas, Lukin se transformou numa importante figura militar soviética e da KGB, chegando ao posto de general . Quando seu mentor, Karpov, se aposentou, Lukin recebeu em custódia um grande número de equipamentos e projetos desenvolvidos por ele, inclusive o do Soldado Invernal . Ele vendeu algumas partes desse acervo para conseguir fundos, inclusive ao Caveira Vermelha, que reconheceu Bucky mantido em animação suspensa pelo projeto do Soldado Invernal e o queria também, mas Lukin recusou .
Cinco anos depois, o Soldado Invernal sob as ordens de Lukin aparentemente matou o Caveira Vermelha e se apossou do cubo cósmico .
Lukin usou o cubo para enriquecer a Corporação Kronas, companhia que era o proprietário, inclusive conseguindo controlar como subsidiária a Corporação Roxxon. Mas ele culpava o Capitão América pela morte da mãe e também usou o cubo para se vingar, até que o herói conseguisse recuperar o poderoso objeto e fizesse com que o mesmo devolvesse a memória a Bucky. Com a perda do Soldado Invernal e do Cubo, Lukin e o Caveira Vermelha (que antes de morrer transferira sua consciência para o corpo do russo, embora não conseguisse dominá-lo por completo) trabalharam juntos contra o Capitão América .
Arnim Zola conseguiu transferir a consciência do Caveira Vermelha para um robô, retirando-a do corpo de Lukin que, pouco depois, morreu por um disparo desferido por Sharon Carter .

## Adaptações

### Televisão
- Aleksander Lukin é mencionado em The Avengers: Earth's Mightiest Heroes no episódio "Widow's Bite" por Madame Hidra.

### Filme
- Em 2014, no filme Captain America: The Winter Soldier, o personagem Alexander Goodwin Pierce de Robert Redford, incorporou alguns aspectos de Lukin.

### Vídeo games
- Corporação Kronas é destaque em Spider-Man: Web of Shadows. Serve como esconderijo para o Abutre.
- Corporação Kronas e a subsidiária Roxxon, aparecem em Lego Marvel Super Heroes.